# کلود ملویل
کلود ملویل (به فرانسوی: Claude Malleville) شاعر قرن شانزدهم میلادی اهل فرانسه است.